# Estornell de Shelley
L'estornell de Shelley (Lamprotornis shelleyi) és una espècie d'ocell de la família dels estúrnids (Sturnidae). Es troba a la Banya d'Àfrica. El seu hàbitat són les sabanes i matollars secs. El seu estat de conservació es considera de risc mínim.
El nom específic de Shelley fa referència a L'ornitòleg britànic George Ernest Shelley (1840-1910).